# Gieorgij Jeniutin
Gieorgij Wasiljewicz Jeniutin (ros. Георгий Васильевич Енютин, ur. 22 marca?/4 kwietnia 1903 w Mariupolu, zm. 2 marca 1969 w Moskwie) – radziecki polityk, członek KC KPZR (1956-1966), zastępca przewodniczącego Rady Ministrów Rosyjskiej FSRR (1962-1966).

## Życiorys
Od 1924 w RKP(b), 1932 ukończył Dniepropietrowski Instytut Metalurgiczny, po czym był inżynierem konstruktorem, szefem warsztatu i zastępcą głównego inżyniera fabryki "Azowstal" w Mariupolu, 1939-1941 partyjny organizator w tej fabryce. W 1941 sekretarz Komitetu Obwodowego KP(b)U w Stalino (obecnie Donieck) ds. przemysłu metalurgicznego, 1941-1943 sekretarz Komitetu Obwodowego WKP(b) w Nowosybirsku, od 1943 sekretarz Komitetu Obwodowego WKP(b) w Kemerowie, od lutego 1945 do kwietnia 1946 III sekretarz Komitetu Obwodowego WKP(b) w Kemerowie, 1946-1947 zastępca sekretarza Komitetu Obwodowego KP(b)U ds. przemysłu metalurgicznego w Stalino. W 1947 II sekretarz, od 22 listopada 1947 do 29 listopada 1951 I sekretarz Komitetu Obwodowego KP(b)U w Zaporożu, od 28 stycznia 1949 do 23 września 1952 członek KC KP(b)U, 1952-1953 instruktor i kierownik pododdziału Wydziału Organów Partyjnych, Związkowych i Komsomolskich KC KPZR. Od 14 października 1952 do 14 lutego 1956 członek Centralnej Komisji Rewizyjnej KPZR, od stycznia 1954 do listopada 1957 I sekretarz Kamieńskiego Komitetu Obwodowego KPZR, od 25 lutego 1956 do 29 marca 1966 członek KC KPZR. Od 18 grudnia 1957 do 22 lipca 1961 przewodniczący Komisji Kontroli Radzieckiej przy Radzie Ministrów ZSRR, od 22 lipca 1961 do 23 listopada 1962 przewodniczący Komisji Kontroli Państwowej przy Radzie Ministrów ZSRR, od 23 listopada 1962 do 1965 przewodniczący Komitetu Kontroli Partyjno-Państwowej Biura KC KPZR ds. Rosyjskiej FSRR i Rady Ministrów Rosyjskiej FSRR. Od 18 grudnia 1962 do 7 lipca 1966 zastępca przewodniczącego Rady Ministrów Rosyjskiej FSRR, od 23 listopada 1962 do 8 kwietnia 1966 członek Biura KC KPZR ds. Rosyjskiej FSRR, 1965-1968 przewodniczący Komitetu Kontroli Ludowej Rosyjskiej FSRR, następnie na emeryturze. Deputowany do Rady Najwyższej ZSRR od 3 do 6 kadencji. Pochowany na Cmentarzu Nowodziewiczym.

## Odznaczenia
- Order Czerwonego Sztandaru Pracy (dwukrotnie)
- Order Wojny Ojczyźnianej II klasy
- Order Czerwonej Gwiazdy